# Iglesia del Sagrado Corazón (Santeramo in Colle)
La iglesia del Sagrado Corazón es una iglesia de Santeramo in Colle

## Historia
Fue construida en 1891 por Vito Calabrese con el título de Addolorata y donada el 1 de septiembre de 1893, junto con el terreno y las habitaciones contiguas, a los misioneros de la Preciosa Sangre. El 24 de junio de 1940, el arzobispo Marcello Mimmi erigió allí la parroquia bajo el título de Sagrado Corazón de Jesús. Las primeras obras de restauración se realizaron en 1949. Otras obras de renovación fueron realizadas por párrocos posteriores.